# Abipón
L’abipón est une langue waykuruane parlée en Argentine dans l'Est de la province du Chaco. La langue est éteinte mais nous est connue par des documents du XVIIIe siècle.